# Viyella

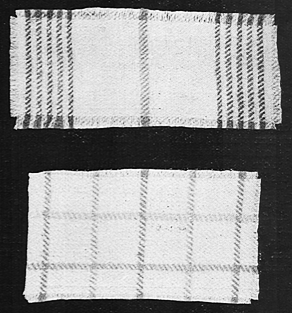
Vzorky viyelly asi z roku 1925

Viyella je hebká, lehká textile podobná flanelu.
Původní výrobky jsou lehce počesané tkaniny ze směsi merinové vlny s bavlnou s obsahem bavlny ve variantách od 25 do 75 %. Středně těžké a lehké druhy se nazývaly „Clyvella“.

## Historie viyelly
V roce 1784 založil v Nottinghamu Henry Hollins se čtyřmi partnery textilní firmu, která vyráběla přízi pro nottinghamské pletárny. Hollinsův vnuk William dal v roce 1840 podniku název Viyella Holding Company odvozený od jména Via Gellia, údolí v hrabství Derbyshire, které se v místním dialektu vyslovuje „vi jella“. Ve 2. polovině 19. století byla u firmy vyvinuta (zcela neobvyklá, složitá) technologie výroby příze ze směsi jemné vlny a bavlny a v roce 1890 začaly pokusy s výrobou tkaním z těchto přízí. Po zdařených pokusech byla v roce 1894 tkanina Viyella registrována jako obchodní značka. 
Tkaniny se nejdříve používaly na košile a halenky. Firma vyráběla tkaniny v několika anglických provozech, v 50. letech 20. století byl zaznamenán export do 58 zemí. V 70. letech 20. století se zabývali viyellou i známí módní návrháři jako Mary Quantová, Yves Saint-Laurent a Nina Ricci. 
K 240. výročí založení firmy přišla v roce 2024 na trh kolekce košil ze směsi bavlna/vlna 80/20. V 21. století se však Viyella v původní formě nevyrábí, značka se používá pro různé módní oděvy a bytové textilie.